# 蟲紋科珀喉盤魚
蟲紋科珀喉盤魚（學名：Kopua vermiculata），為輻鰭魚綱喉盤魚目喉盤魚科的其中一種，分布於西北太平洋的日本海域，棲息深度96至100公尺，本魚體延長，前部平扁，後部側扁，體不被鱗，覆有粘液層，頭部側線發達，身體上側線不明顯，腹鰭喉位，與周圍的皮褶特化成一吸，體白色，有紅橙色斑點，頰側無紅橙色條紋，腹部白色，背鰭軟條7枚、臀鰭軟條6枚，體長可達2.7公分
，屬底棲性魚類，生活習性不明。